# توماس برگ
توماس برگ (به انگلیسی: Thomas Bragg) سناتور سابق عضو حزب دموکرات ایالات متحده آمریکا بود. وی در سال ۱۸۵۹ تا ۱۸۶۱ میلادی سناتور ایالت کارولینای شمالی در سنای ایالات متحده آمریکا بود.